# Phạm Thu Hằng
Phạm Thu Hằng (Hanoi, 1º giugno 1984) è una modella vietnamita.
È stata incoronata Miss Vietnam Universo 2005, ed ha quindi rappresentato il Vietnam a Miss Universo 2005 che si è svolto il 31 maggio a Bangkok, in Thailandia. La rappresentante del Vietnam tuttavia non è riuscita ad avere accesso alla rosa delle quindici semifinaliste, dalle quali poi è uscita la vincitrice, la canadese Natalie Glebova.